# شعب ماراريت
ماراريت هي مجموعة عرقية من تشاد ودارفور، السودان. معظم أعضاء هذه المجموعة العرقية هم من المسلمين.  يتحدثون لغة ماراريت، وهي لغة نيلية صحراوية.  يقدر عدد سكان المجموعة بـ 32,000. 